# Chrysopogon velutinus
Chrysopogon velutinus är en gräsart som först beskrevs av Joseph Dalton Hooker, och fick sitt nu gällande namn av Norman Loftus Bor. Chrysopogon velutinus ingår i släktet Chrysopogon och familjen gräs. Inga underarter finns listade i Catalogue of Life.